# اندی گورتون
اندی گورتون (انگلیسی: Andy Gorton؛ زادهٔ ۲۳ سپتامبر ۱۹۶۶) بازیکن فوتبال اهل بریتانیا است.
از باشگاه‌هایی که در آن بازی کرده‌است می‌توان به باشگاه فوتبال گلوسوپ نورث اند، باشگاه فوتبال ترانمره راورز، باشگاه فوتبال اولدهام اتلتیک، باشگاه فوتبال آلترینچام، باشگاه فوتبال کرو آلکساندرا، باشگاه فوتبال استوک‌پورت کانتی، باشگاه فوتبال بری، باشگاه فوتبال ویتون آلبیون، و باشگاه فوتبال لینکولن سیتی اشاره کرد.